# Schloss Öster-Malma

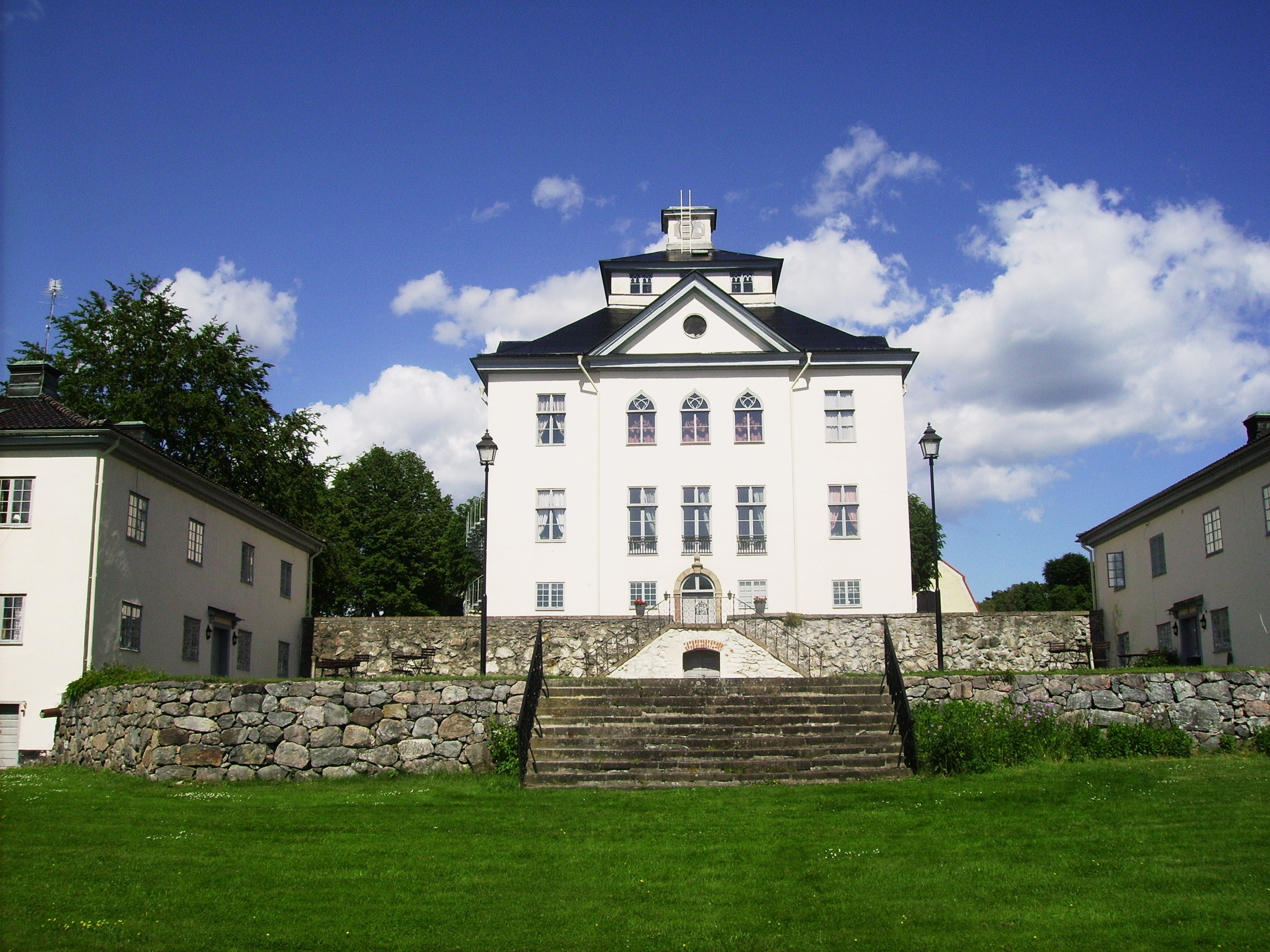
Schloss Öster-Malma

Schloss Öster-Malma ist ein Prachtbau in der schwedischen Gemeinde Nyköping in der historischen Provinz Södermanland. Es liegt am kleinen See Malmasjön nahe der Fernverkehrsstraße (Länsväg) 223. Es ist als Byggnadsminne und als schwedisches Reichsinteresse  registriert.
Das Hauptgebäude hat drei Etagen und vier Seitenflügel. Es wurde 1668 im Auftrag von Generalzollmeister Wilhelm Böös Drakenhielm nach Zeichnungen des Architekten Jean de la Vallée errichtet. Öster-Malma ist heute die Zentrale des Schwedischen Jägerverbundes mit Konferenzsälen und Kursen über Naturpflege. Es gibt auch ein Restaurant mit Wildgerichten.
In der Reihe der Besitzer, die das Gut seit dem 17. Jahrhundert hatte, finden sich die Adelsfamilien Bååt, Sifverstjerna, Drakenhielm, Stackelberg und Groen. Ab 1900 wurde es unter Kanzleirat Hugo Tigerschiöld aufgerüstet. Der letzte private Besitzer verkaufte das Schloss 1944 an den schwedischen Staat. Der Jägerverbund etablierte sich 1946 im Schloss und 1993 kaufte er die Anlage vollständig. Nach einer weiteren Renovierung 2003 wurden das Hauptbüro sowie die Konferenz- und Ausbildungsräume eingeweiht.